# Макеевское (Липоводолинский район)
Макеевское (укр. Макіївське) — село,
Яснопольщинский сельский совет,
Липоводолинский район,
Сумская область,
Украина.
Код КОАТУУ — 5923287407. Население по переписи 2001 года составляло 68 человек.
Найдена на трехверстовке Полтавской области. Военно-топографическая карта.1869 года как хутор Макивский.

## Географическое положение
Село Макеевское находится на правом берегу безымянного ручья, который через 2 км впадает в реку Ольшана,
выше по течению на расстоянии в 0,5 км расположено село Яснопольщина,
ниже по течению на расстоянии в 3,5 км расположено село Русановка.
Село состоит из двух частей, разнесённых на расстояние в 0,5 км. Меньшая часть до 1941 года называлась хутор Павлусив.